# 聖多美 (北里約格朗德州)
聖多美（葡萄牙語：São Tomé）是巴西的城鎮，位於該國東北部，由北里約格朗德州負責管轄，始建於1928年，面積865平方公里，2012年人口10,868，人口密度每平方公里12.6人。